# The Feed
The Feed est une série télévisée britannique en dix épisodes d'environ 55 minutes basée sur le roman du même nom par Nick Clark Windo, diffusée depuis le 16 septembre 2019 sur la chaîne Virgin TV Ultra HD, et aux États-Unis et au Canada à partir du 22 novembre 2019 sur Amazon Prime Video.
En France, elle est prévue sur StarzPlay.[réf. souhaitée]

## Synopsis
L'intrigue a lieu à Londres, dans le futur proche, et suit « la famille britannique de Lawrence Hatfield, l'inventeur d'une technologie omniprésente appelée Le Feed. Implanté dans presque tous les cerveaux, Le Feed permet aux utilisateurs de partager instantanément des informations, des émotions et des souvenirs. Mais lorsque les choses se gâtent et que les utilisateurs deviennent meurtriers, la famille se déchire alors que chacun lutte pour contrôler le monstre qu'ils ont créé. ».

## Distribution

### Acteurs principaux
- Michelle Fairley : Meredith Hatfield
- Guy Burnet : Tom Hatfield
- Nina Toussaint-White (VFB : Mélissa Windal) : Kate Hatfield
- Jeremy Neumark Jones (en) : Ben Hatfield
- Clare-Hope Ashitey : Evelyn
- Osy Ikhile (en) : Max
- Shaquille Ali-Yebuah (en) : Danny
- Chris Reilly (en) : Gil Tomine
- Jing Lusi (en) : Miyu Hatfield
- David Thewlis : Lawrence Hatfield

### Acteurs récurrents
- Ursula Holliday : Cass (8 épisodes)
- Toheeb Jimoh (en) : Marcus (7 épisodes)
- Pete MacHale : Leon (7 épisodes)
- Tanya Moodie (en) : Sue Cole (7 épisodes)
- Carlyss Peer : Martha (7 épisodes)
- Anneika Rose (en) : Natalie (7 épisodes)

### Invités
- Yohanna Ephrem (VFB : Julie Basecqz)[4] : Amanda (épisode 10)

## Production

### Développement
Le 8 février 2018, il a été annoncé qu'Amazon Prime Video, Liberty Global et All3Media International se sont associés pour produire une adaptation télévisée du roman de Nick Clark Windo, The Feed. La série est écrite par Channing Powell, qui produit également, aux côtés de Susan Hogg et Stephen Lambert. Carl Tibbetts devrait réaliser plusieurs épisodes,,,,,. Le 3 mai 2018, il a été précisé que Channing Powell était à l'origine de la création de la série et qu'elle est commandée pour une première saison composée de dix épisodes.

### Distribution des rôles
Le 3 mai 2018, il a été annoncé que Guy Burnet, Nina Toussaint-White, David Thewlis et Michelle Fairley avaient été choisis pour jouer les personnages principaux de la série.

### Tournage
Les prises de vues principales pour la saison 1 ont commencé en mai 2018 au Royaume-Uni. Certaines scènes ont été tournées en décembre 2018 à Shrewsbury, en Angleterre et le 11 janvier 2019, au centre-ville de Liverpool, en Angleterre.

## Diffusion
La série sera diffusée sur Amazon Prime Video aux États-Unis, au Canada et en Amérique latine, ainsi que sur les plates-formes internationales de Liberty Global, dont Virgin Media au Royaume-Uni. All3Media International distribuera la série ailleurs dans le monde, en dehors des plateformes Amazon et Liberty Global.